# Centrale hydroélectrique de la vallée de Dodé
La centrale hydroélectrique de la vallée de Dodé, située au nord de Lhassa, est la première centrale hydroélectrique du Tibet. Elle fut créée par Ringang, qui débuta le projet en 1924 et mit en service la centrale en 1927.

## Historique

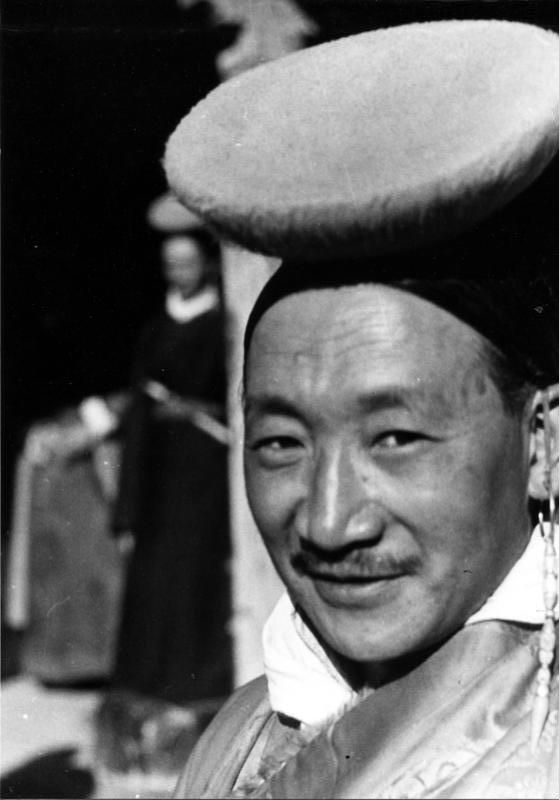
Ringang (Rinzin Dorji), 1939

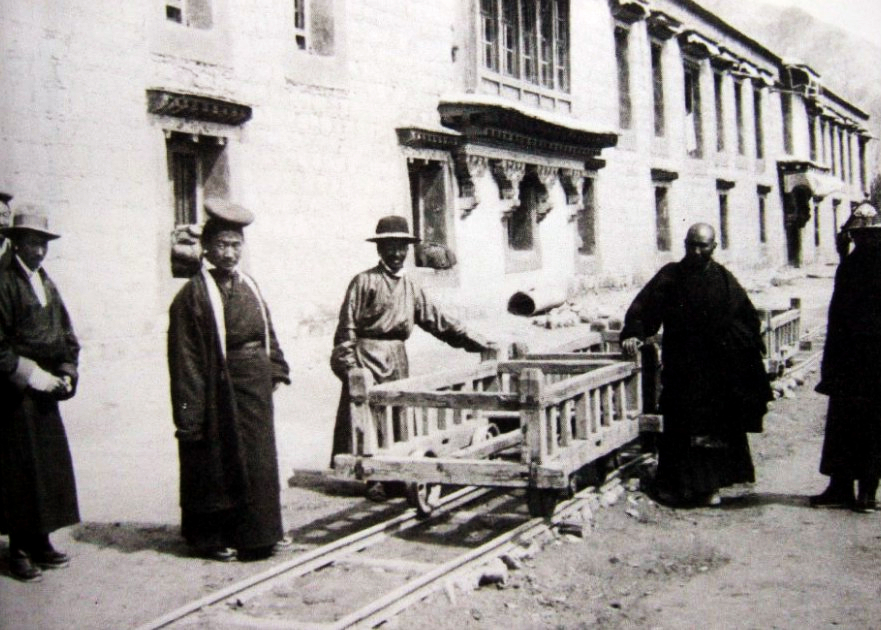
Trabshi Lekhung, 1933

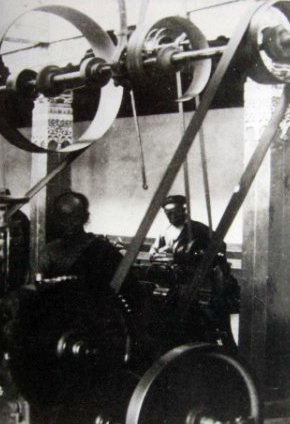
Trabshi Lekhung, 1933

La Grande-Bretagne facilita l'installation d'une centrale hydroélectrique,. Ringang, des 4 stagiaires militaires formés en Angleterre, celui qui y était resté le plus longtemps et avait fait des études de génie électrique, fut chargé de la construire au pied d'un torrent de montagne près de Lhassa, à partir d'équipements acheminés à dos d’homme et de mules à travers l’Himalaya. Il installa également une ligne électrique desservant la capitale et le palais d'été du dalaï-lama, une entreprise colossale pour un Tibétain.
Le courant était conduit sur une distance d’environ 6 km par un câble de haute tension reliant la centrale électrique à une station de relais située juste au-dessous de la maison de Ringang à Lhassa.

### Alimentation de l'usine Drapchi Lekhung
L'électricité produite par la centrale alimentait aussi une usine hydroélectrique, le Drapchi Lekhung, fondé par Ringang, sa construction fut achevée en 1935. Elle servait notamment à fabriquer la monnaie. En 1931, le 13e dalaï-lama confia le département gouvernemental regroupant la monnaie, l'arsenal et la production électrique, de son nom tibétain Trabshi Lotrü Lekhung (grwa bzhi glog ´khrul las khung), à Thupten Kunphel-la, un moine issu d'une famille d'humbles paysans.
Le complexe Trabshi Lekhung fut fermé en mars 1959 par l'armée chinoise, à l'époque du soulèvement tibétain de 1959. De nos jours, le complexe est occupé par l'une des prisons de Lhassa connue sous le nom de Drapchi.

### Nouveau complexe hydroélectrique
Dundul Namgyal Tsarong fut à l'origine du nouveau complexe hydroélectrique, et invita le réfugié russe Dmitri P. Nedbailoff (ou Nedbailov) à participer au projet. Peter Aufschnaiter, un Autrichien arrivé à Lhassa le 15 janvier 1946, fut chargé par le gouvernement tibétain d'évaluer si l'ancienne centrale électrique pouvait être agrandie. À l'aide de Reginald Fox, qui en conçut les plans, Aufschnaiter construisit une centrale beaucoup plus performante que la précédente, laissée sans entretien et tombant en décrépitude depuis la mort de son constructeur, Ringang, le 23 mars 1945. La nouvelle centrale était en construction en 1948, d'après le témoignage du Professeur Giuseppe Tucci, un universitaire italien, alors en voyage au Tibet. La construction était supervisée par « deux Autrichiens qui s'étaient échappés d'un camp de prisonniers de guerre en Inde » (c'est-à-dire Peter Aufschnaiter et Heinrich Harrer).
Le 20 décembre 1950, Peter Aufschnaiter, qui avait la charge de la centrale, quitta Lhassa.

## Critique
Dans son livre My China eye: memoirs of a Jew and journalist, Israel Epstein rapporte que la distribution de l'électricité, souvent irrégulière, ne concernait que le Potala et quelques familles nobles[Quand ?]. En 1965, ajoute-t-il, les neuf-dixièmes des foyers de Lhassa disposaient de l'éclairage électrique. Selon Tubten Khétsun, un des travailleurs du chantier de la centrale hydroélectrique de Nagchen construite par des prisonniers entre 1959 et 1960, cette dernière située dans la région de Lhassa fournissait de l'électricité aux unités de travail chinoises, la population ne bénéficiant que d'un éclairage succinct durant près de 10 jours par mois. En hiver et au printemps, quand le niveau d'eau était au plus bas, elle ne fonctionnait pas. L'électrification n'était qu'une fiction.